# Károly Lyka

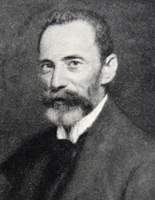
Károly Lyka um 1921

Károly Lyka, deutsch Karl von Lyka (geboren 4. Januar 1869 in Pest, Österreich-Ungarn; gestorben 30. April 1965 in Budapest), war ein vielseitig begabter ungarischer Kunsthistoriker, Schriftsteller, Übersetzer, Kritiker, Maler, Lehrer, Regisseur, Zeitungsredakteur und Botaniker.

## Leben
Karl von Lyka, der Sohn eines Münchner Architekten, zog mit der Familie 1873 nach Neutra. Er absolvierte das dortige Gymnasium. Seine Ausbildung als Maler und Kunsthistoriker erlangte er in Deutschland und Italien. Ab 1887 besuchte er die Malschule von Simon Hollósy in München. Ab dem 13. Oktober 1888 studierte er an der Münchener Kunstakademie in der Klasse von Johann Caspar Herterich. In München wurde er mit Béla Iványi-Grünwald (1867–1940), Lajos Márk (1867–1942), Tivadar Zemplényi (1864–1917), József Rippl-Rónai, János Thorma (1870–1937) und István Réti (1872–1945) bekannt sowie in Weimar mit Adolf Fényes (1867–1945). Ab 1894 befasste er sich in Neapel und Rom mit Kunstgeschichte und wurde in Italien mit der Zeit zum Kunstschriftsteller, der für ungarische Zeitungen schrieb – so für Pesti Napló. In Rom lernte er im Caffè Aragno bekannte Journalisten kennen – zum Beispiel Matilde Serao. Als Lajos Kossuth im zeitigen Frühjahr 1894 in Turin gestorben war, begab sich von Lyka als Korrespondent des Pesti Napló an den Sterbeort und beteiligte sich an der Überführung der sterblichen Überreste des Nationalhelden in die ungarische Heimat.
In den Jahren um die Wende zum 20. Jahrhundert führten ihn Reisen – wieder als Korrespondent des Pesti Napló – durch Italien und Griechenland. Nach der Gründung der Künstlerkolonie Nagybánya (ungar. Nagybányai művésztelep) durch Simon Hollósy, Béla Iványi-Grünwald, István Réti und János Thorma im Jahr 1902 weilte Lyka gelegentlich dort und machte mit seinen Kunstkritiken die dortigen Maler bekannt.
1902 bis 1918 gab er in Budapest die Zeitschrift Művészet (ungar. Kunst) heraus, mit der er der konservativen Leserschaft Tendenzen der damals moderneren Kunst nahebringen wollte. Von 1903 bis 1911 lehrte er an der Gewerbe-Zeichenschule in Budapest, von 1914 bis 1936 an der Ungarischen Akademie der Bildenden Künste und fungierte dort von 1921 bis 1923 als Rektor. Als Kunsthistoriker schrieb er – neben Monographien über Michelangelo, Leonardo da Vinci, Raffael, Rembrandt und Mihály von Munkácsy – eine große Geschichte der ungarischen Kunst von 1800 bis 1850. Für das Allgemeine Lexikon der Bildenden Künstler von der Antike bis zur Gegenwart schrieb er in allen 36 Bänden zahlreiche Einträge zu ungarischen Bildenden Künstlern. 1952 und 1964 erhielt er den Kossuth-Preis.
Er heiratete die Budapester Malerin Ida Minich (1866–1940), die Witwe des Pester Malers László Tóth (1869–1895).
Die letzte Ruhe fanden Károly Lyka und seine Frau auf dem Kerepescher Friedhof (Grab 34/2-1-13) in Budapest.

## Geringschätzung von Frauen
Lyca lebte in den Wertvorstellungen seiner Zeit, in der Arbeiten von Künstlerinnen im Allgemeinen geringgeschätzt wurden: Eine Frau solle „ihre Arbeit nicht signieren oder gar erstellen.“ In einem Anfang 2023 geführten Interview für die Budapester Programmzeitschrift Fidelio erläuterte die ungarische Malerin Mária Gánóczy, dass in Lycas Zeit beispielsweise „Malerinnen [...] nicht respektiert [wurden]; ihnen wurde gesagt, sie sollten nur zum Spaß malen“. Lyca selbst habe sich „abfällig über Künstlerinnen“ geäußert. In diesem Sinne war es beispielsweise für die Malerin Mária Máchik „ihr großer Fehler, ihre Werke nicht zu signieren.“

## Schriften (Auswahl)
- Official illustrated catalogue. Fine arts exhibit, Hungary, St. Louis Exposition, 1904. Viktor Hornyánszky, Budapest 1904 (englisch, archive.org).
- Madarász Viktor, élete és mvei. A Pantheon irodalmi intézet részvénytársaság kiadása, Budapest 1920 (englisch, archive.org).
- Michael von Munkacsy. Eligius-Verlag, Wien und Budapest 1926.
- Magyar müveszet 1800–1850. Singer & Wolfner, Budapest 1939.
  - deutsch: Ungarische Kunst 1800–1850. Corvina, Budapest 1981.
- Magyar müvészélet Münchenben 1867–1896 (Ungarisches Künstlerleben in München 1867–1896). Müvelt nép Könyvkiadó, Budapest 1951.
- Große ungarische Maler des 19. Jahrhunderts. Corvina, Budapest 1954.
- Michelangelo. Képzőműv. Kiadó, Budapest 1957; 3. Auflage Corvina, Budapest 1976.
- Raffaello. Corvina, Budapest 1959; 3. Auflage 1967; 4. Auflage 1983.